# Jacht mieczowy

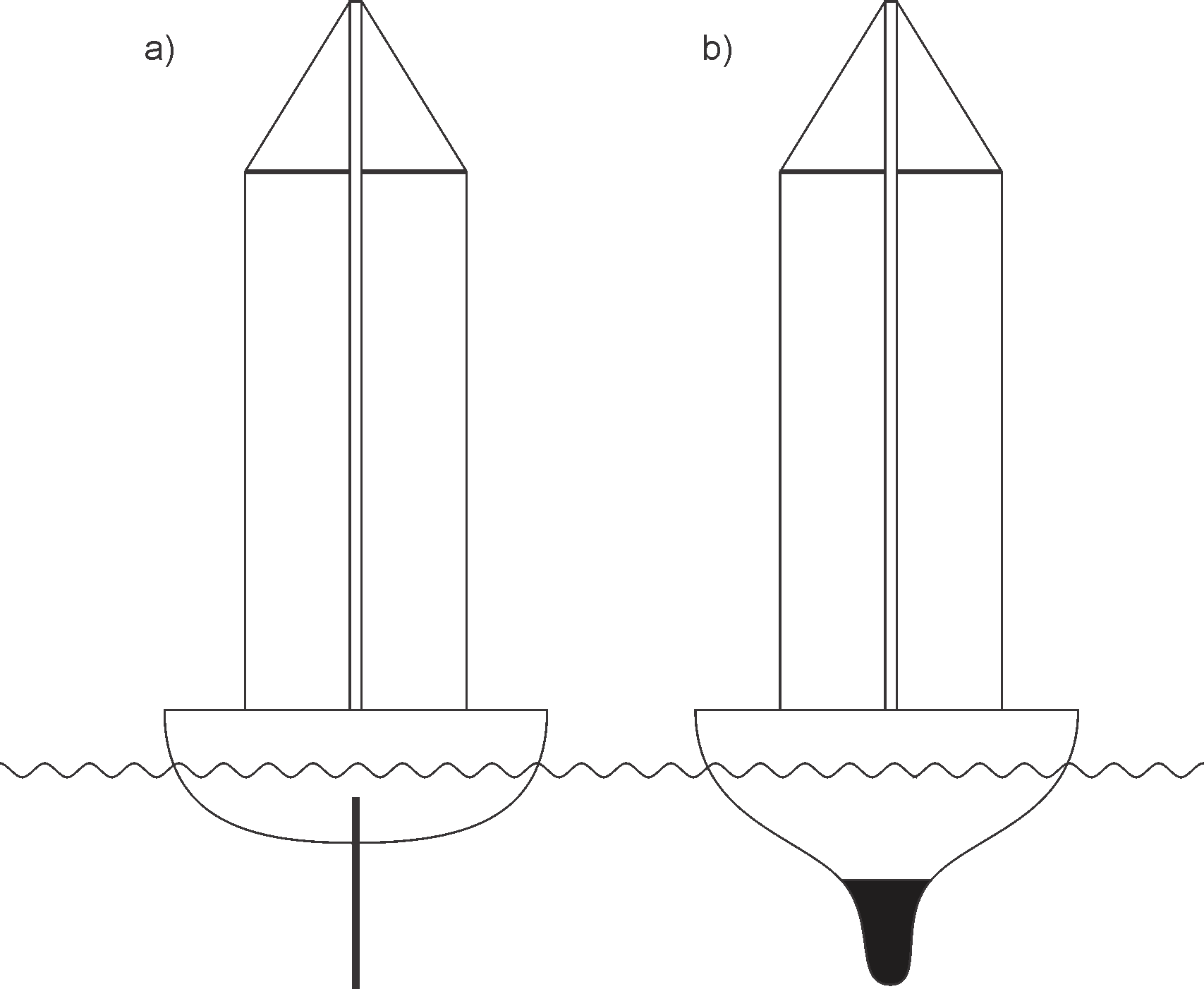
Schematyczne porównanie budowy kadłuba jachtu mieczowego (a) oraz balastowego (b)

Olimpijska klasa Latający Holender będąca monotypową klasą jachtów mieczowych.

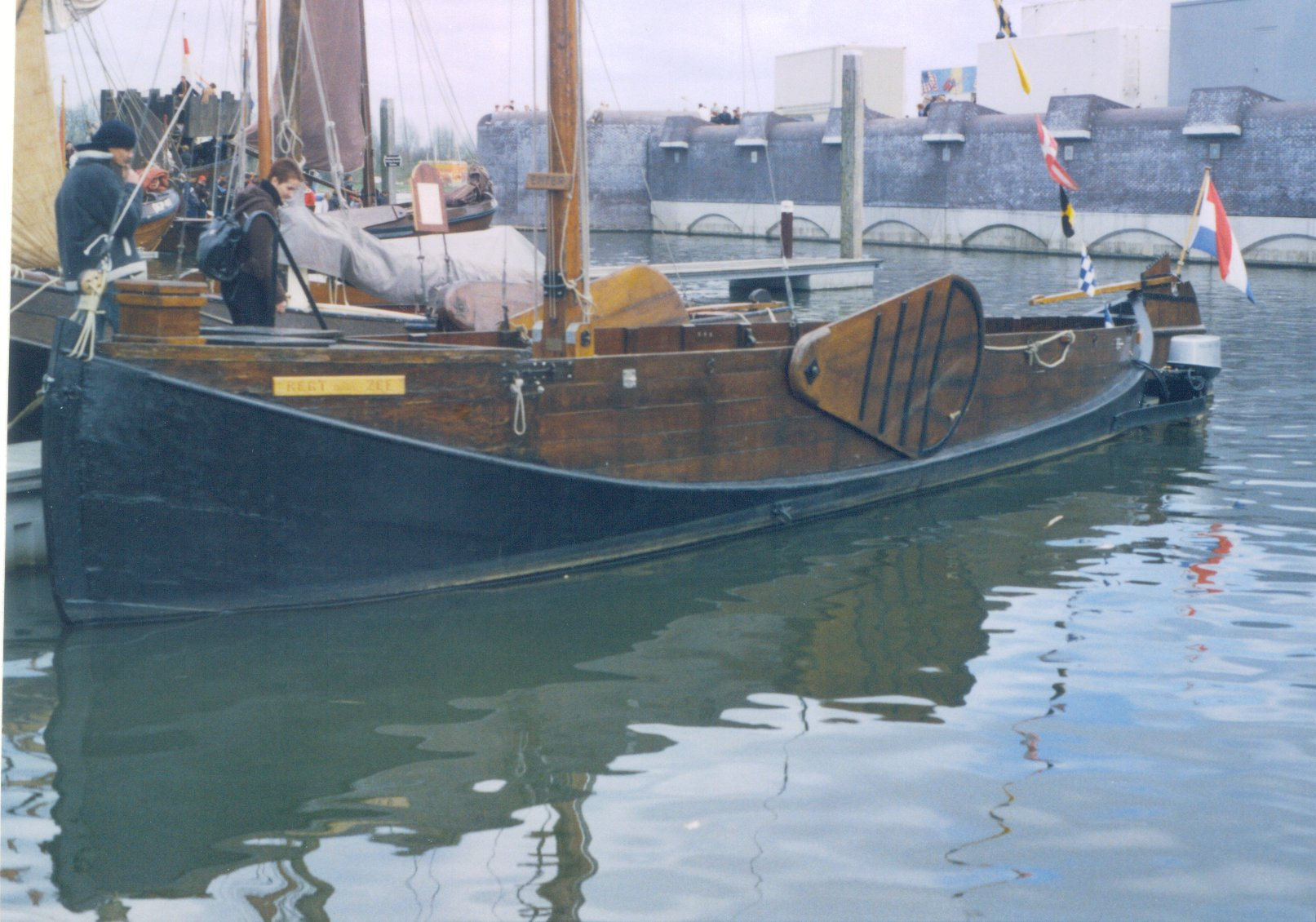
Jacht wyposażony w miecze holenderskie.

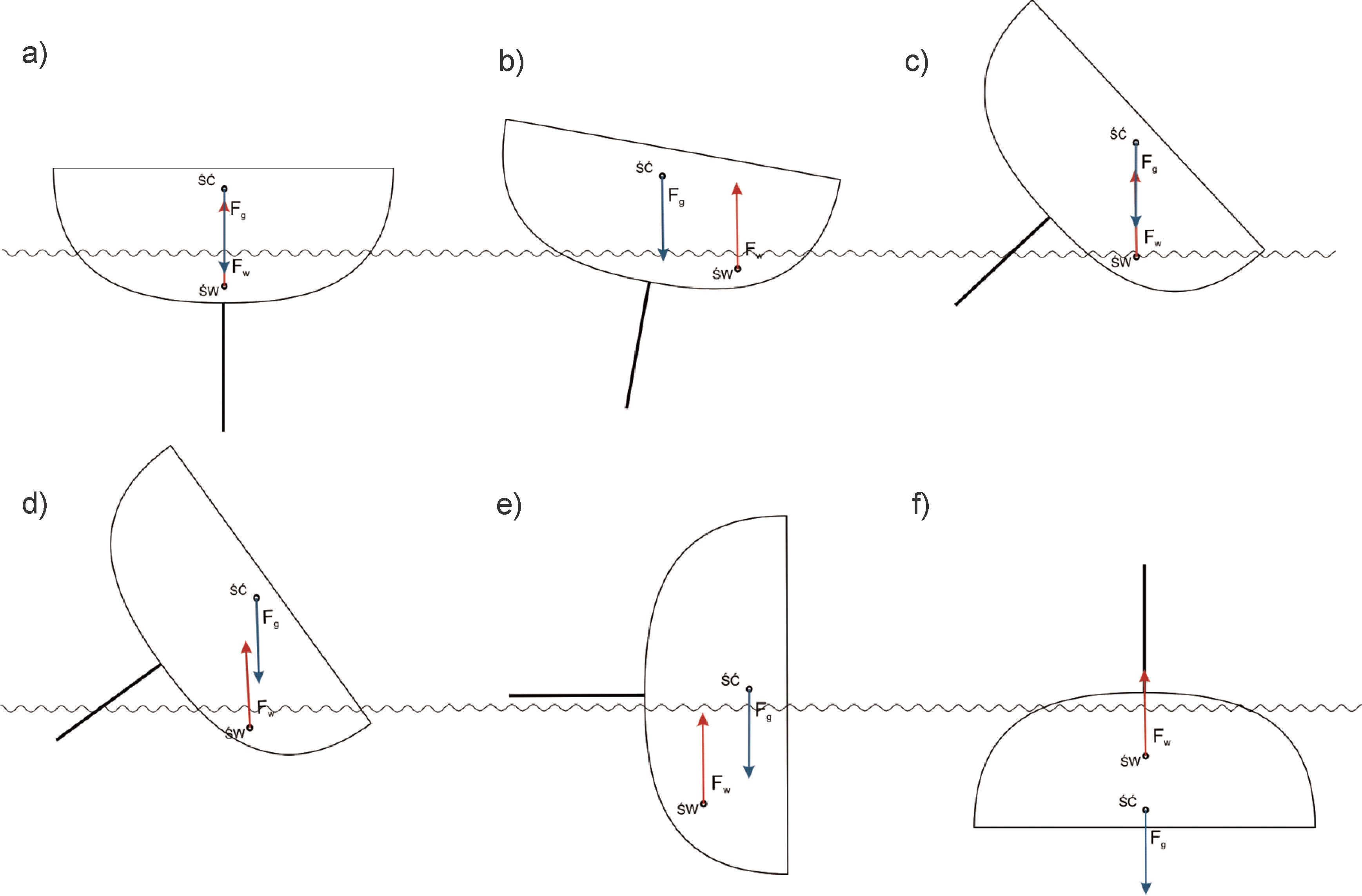
Etapy wywracania jachtu mieczowego z zaznaczonymi siłami wyporu F_{w} oraz grawitacji F_{g}

Jacht mieczowy – łódź żaglowa wyposażona w miecz osadzony w skrzynce mieczowej. Jachty tego typu żeglują głównie po wodach śródlądowych ze względu na niższą dzielność oraz stateczność poprzeczną w porównaniu z jachtami balastowymi lub balastowo-mieczowymi. Powszechnie uważa się, że jachty mieczowe są wywracalne, ale niezatapialne – co nie zawsze jest prawdą.

## Budowa
Jako pierwsi płetwy mieczowe zastosowali Inkowie w swoich tratwach. Były to wsuwane między belki miecze szybrowe. Zauważyli oni, że zwiększa to znacznie opór boczny, a więc i zmniejsza dryf, pozwalając na skuteczną żeglugę na kursach ostrych. Dodatkowo przesuwanie mieczy w kierunku dziobu lub rufy umożliwiało zmianę położenia środka bocznego oporu i kontrolę stateczności kursowej. Na przełomie XIII i XIV wieku w Chinach stosowano miecze burtowe. Mocowane były na zewnątrz kadłuba w centralnej części jednostki oraz umożliwiały ich płynne podnoszenie i opuszczanie. Podczas żeglugi zanurzony był jedynie miecz burty zawietrznej. Tę samą koncepcję zastosowali Holendrzy w XVI wieku stając się w ten sposób pierwszymi europejczykami, którzy wprowadzili do konstrukcji jachtów miecze. Szybko zauważono, że na kursach ostrych miecz jest niezbędny, podczas gdy na kursach pełnych stanowi dodatkowy, niepotrzebny opór. Zmusiło to konstruktorów do projektowania nowych systemów opuszczania oraz podnoszenia mieczy, tak aby były łatwe w obsłudze i jak najmniej zawodne. Pierwsza konstrukcję z mieczem szybrowym powstała w XVIII wieku. Skuteczność nowych rozwiązań była tak duża, że Admiralicja brytyjska poleciła budowę jednostek wojennych wyposażonych w miecze. Problemy z nieszczelnością skrzynek mieczowych spowodowały, że zrezygnowano z tego pomysłu na dużych statkach. Za okres intensywnego rozwoju jednostek mieczowych przyjmuje się XIX wiek. W 1811 r. bracia Swain w USA opatentowali obrotowy miecz umieszczony w centralnej części jachtu w skrzynce mieczowej. Jachty mieczowe nabrały znacząco popularności po roku 1920, kiedy wprowadzono do regat olimpijskich bezpokładowe łodzie mieczowe. Spowodowało to wzrost współzawodnictwa oraz rozpowszechnienie tego typu jednostek na akwenach śródlądowych. Niedługo później konstrukcje mieczowe zdominowały jachty balastowe w regatach olimpijskich. Jedną z najpowszechniejszych klas mieczowych jest zaprojektowana przez U. van Essena konstrukcja Latający Holender.
Do grupy jachtów mieczowych zalicza się większość żaglówek powszechnie spotykanych na śródlądziu, jak np. klasa Omega. Sposób mocowania oraz system obsługi zależy od rodzaju miecza (np. szybrowy, obrotowy). Od kształtu miecza zależy hydrodynamiczna sprawność jednostki. Jachty mieczowe ze względu na brak balastu są znacznie lżejsze od balastowych czy balastowo-mieczowych. Zazwyczaj wiąże się to z mniejszym zanurzeniem, ale i mniejszą statecznością poprzeczną. Spotyka się również jachty z dwoma mieczami przesuniętymi symetrycznie od osi diametralnej w kierunku burt, a także jachty z większą liczbą mieczy (np. jacht Patricka Van Goda – Trismus posiadał miecz rufowy, dziobowy i środkowy. Ze względu na skłonność jachtów mieczowych do wywrotek podjęto próby konstrukcji kadłubów o specyficznym kształcie, podnoszące się z przechyłów rzędu 80-90 stopni. Jako przykład takich rozwiązań posłużyć może jacht Foka I oraz Foka II zaprojektowane w 1973 i 1975 roku przez J. Pieśniewskiego.

## Stateczność poprzeczna
Stateczność poprzeczna to zdolność jachtu do powracania do stanu równowagi po przechyleniu. W głównej mierze zależy ona od położenia środka ciężkości oraz środka wyporu jachtu.
Na jacht zanurzony w wodzie działa siła wyporu Fw zaczepiona w środku wyporu (w przybliżeniu geometryczny środek zanurzonej części kadłuba) oraz siła grawitacji Fg zaczepiona w środku ciężkości jednostki. Kiedy jacht stoi na równej stępce obie siły są współliniowe (rysunek a).
Kolejne etapy wywracania jachtu mieczowego:
- Po wychyleniu jachtu z położenia równowagi (rysunek b), środek wyporu ulega przesunięciu i siły Fw i Fg nie działają już współliniowo. Powstaje niezrównoważony moment sił (moment prostujący), który dąży do obrócenia jachtu z powrotem do położenia równowagi. Im większy kąt wychylenia tym większy moment prostujący.
- Gdy przechył osiągnie tzw. kąt graniczny (rysunek c), siły Fw oraz Fg ponownie są współliniowe. Nie tworzą momentu prostującego. Jest to "ostatnia chwila" na wyprostowanie jachtu do pozycji równowagi przy pomocy balastu żywego (załogi).
- Po przekroczeniu kąta granicznego siły przestają działać wzdłuż jednej prostej (rysunek d). Mamy do czynienia z niezrównoważonym momentem sił, który tym razem "stara" się przewrócić łódź. Te same siły, które przed przekroczeniem kąta granicznego dążyły do przywrócenia jachtu do pozycji równowagi, teraz działają niekorzystnie doprowadzając do wywrotki.
- Jacht kładzie się na burcie nabierając wody (rysunek e). Moment sił Fw i Fg wciąż działa starając się odwrócić jacht do góry dnem. Jacht może pozostać w pozycji "na burcie" jeżeli ożaglowanie stworzy odpowiedni opór i uniemożliwi dalsze obracanie lub załoga wytworzy dodatkowy moment prostujący np. stając na mieczu, czy nakładając koło ratunkowe na top masztu.
- Niezrównoważony moment sił Fw oraz Fg doprowadza do odwrócenia jachtu do góry dnem (rysunek f). Po osiągnięciu pozycji masztem pionowo w dół siły ponownie stają się współliniowe jak na rys. a) i równowaga zostaje osiągnięta. Tak wywrócony jacht powinien utrzymać się na powierzchni wody dzięki komorom wypornościowym lub naturalnemu wyporowi jednostki. Odwrócenie łodzi do pozycji z rys. a) jest możliwe poprzez wytworzenie momentu prostującego
np. przez załogę stającą na mieczu.